# 디에나스 라파
디에나스 라파(라트비아어: Dienas Lapa — «일간신문»)는 리가에서 발행되고 있는 라트비아의 신문이다. 제 시기의 가장 대중적인 라트비아의 신문중의 하나이다. 1886년부터 1905년까지 발행되었다. 그리고 1913년에서 1914년까지 발행이 중지된 후이다. 신문 편집자들로써 F. 베르그마니스, P. 스투치카 (1888-91; 1895-97), Ya. 라이니스 (1891—1895), Ya. 야손-브라운이였다.

## 참고 문헌
- Latviešu literatūras vēsture, sēj 3-4, Rīga, 1956-57.